# Schefflera concolor
Schefflera concolor är en araliaväxtart som beskrevs av David Gamman Frodin. Schefflera concolor ingår i släktet Schefflera och familjen araliaväxter. Inga underarter finns listade.